# Diputació de Lleida
La Diputació de Lleida és una institució de l'Estat Espanyol que forma part de l'Administració Local i està dotada de certes competències administratives per al govern i administració de la província de Lleida.
La composició del seu ple es realitza a través d'una elecció indirecta, a partir dels resultats en les eleccions municipals de la província. Actualment Joan Talarn és el president de la Diputació de Lleida. La seu es troba a la rambla de Ferran i carrer del Carme de Lleida, al Palau de la Diputació de Lleida, que era un antic hospici.
Actualment, segons l'Estatut d'Autonomia de Catalunya de 2006 en l'article 91, els consells de vegueria substituiran les diputacions provincials. Segons el projecte de Llei de l'Organització Veguerial de Catalunya la Diputació de Lleida serà substituïda pel:
- Consell de la Vegueria de Ponent

- Consell de la Vegueria de l'Alt Pirineu i Aran

- La comarca del Solsonès estarà representada al Consell de la Vegueria de la Catalunya Central.

## Història

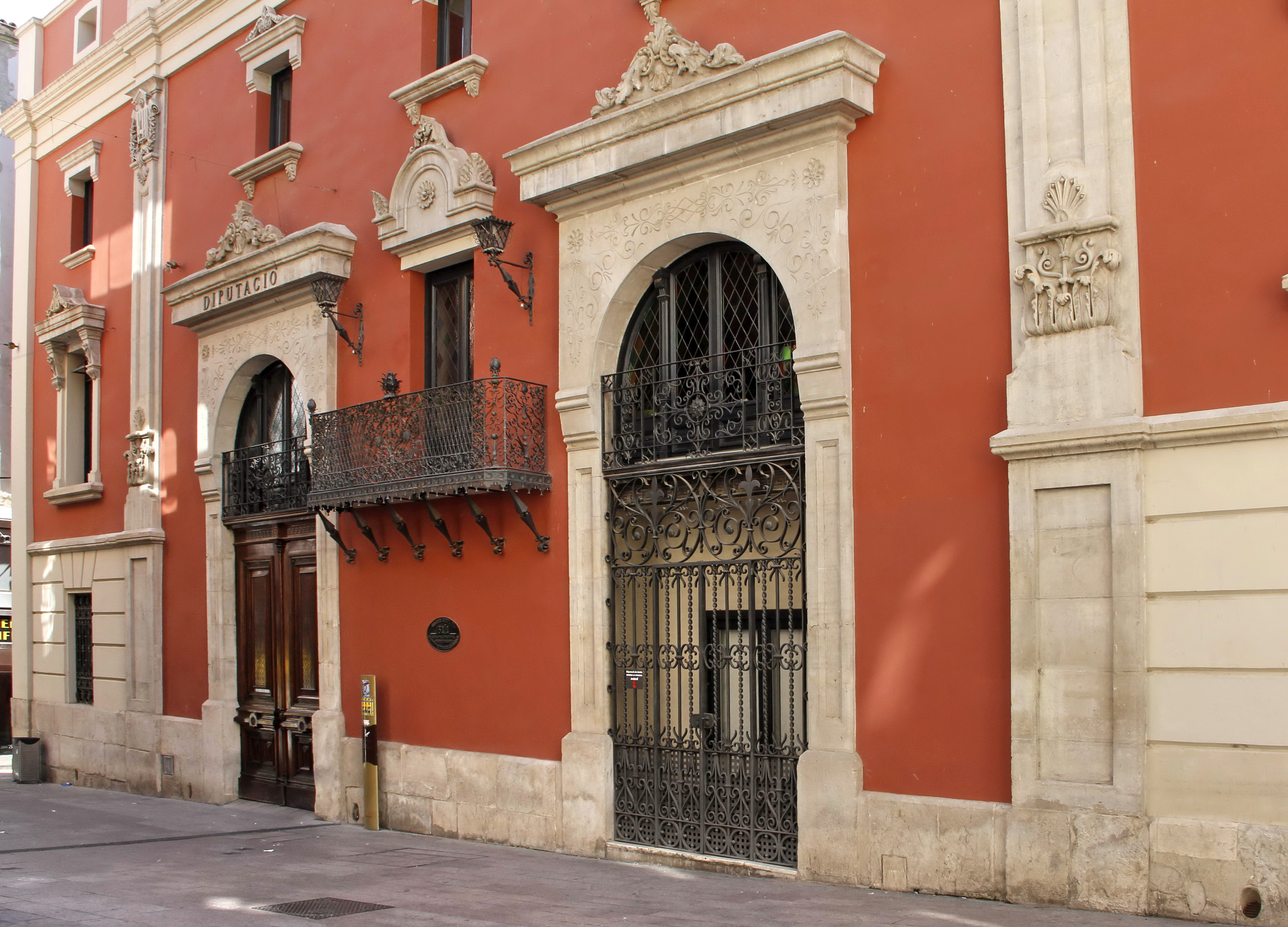
Seu de la Diputació

La Diputació de Lleida va començar a funcionar el 5 de maig de 1822 en uns locals del Palau Sanaüja (ara seu de la Paeria de Lleida), durà setze mesos i no va tornar a posar-se en marxa fins que va arribar de nou el règim liberal el 1836. L'any 1925 i fins a la finalització de la dictadura de Primo de Rivera va deixar d'existir de nou i durant la II República van desaparèixer les diputacions a Catalunya fins a l'arribada del general Franco que va reinstaurar la Diputació el 1938.
La Diputació ha utilitzat diferents edificis com a seu fins que el 1898 es va instal·lar a l'antic Hospici, actualment anomenat Palau de la Diputació.

## Patronats i fundacions
La Diputació de Lleida ha impulsat els següents patronats i fundacions:
- El Patronat de Turisme que publica la revista Ara Lleida.
- L'Institut d'Estudis Ilerdencs
- El Centre Europeu d'Empreses i Innovació
- El Patronat de Promoció Econòmica
- L'Orquestra Simfònica Julià Carbonell

## Patrimoni
La Diputació de Lleida és titular dels següents immobles:
- El Palau de la Diputació
- L'Antic Hospital de Santa Maria
- El Monestir d'Avinganya
- L'Edifici Diputació 2
- L'Alberg de Bonrepòs
- El Complex de la Caparrella
- Torre Vicens

### Castells
- El Castell d'Alòs de Balaguer
- El Castell de Bar
- El Castell de Castellbò
- La Torre de guaita de Conques
- La Torre de guaita d'Escaló
- El Castell de Guimerà
- La Torre de guaita de Montllobar
- El Castell d'Orcau
- El Castell de Rialp
- La Torre de guaita de Puigcercòs

## Composició 2023-2027
La composició del Ple és la següent:

Composició del ple de la diputació de Lleida (2015-2019)

| PARTIT | nº diputats |
| ------ | ----------- |
| ERC    | 9           |
| PSC    | 8           |
| JxCat  | 4           |
| PP     | 3           |
| Vox    | 1           |